# Xanthis Harvey
Xanthis Harvey, född 26 mars 2019, är en svensk varmblodig travhäst, mest känd för att ha segrat i Svenskt Trav-Kriterium (2022).

## Bakgrund
Xanthis Harvey är en mörkbrun hingst efter Propulsion och under B.Glorious (efter Smok'n Lantern). Han föddes upp av Flenmo Egendom AB, Mellösa och ägs av Stall Zet. Han tränas av Daniel Redén och körs av Örjan Kihlström.

## Karriär
Xanthis Harvey började tävla i maj 2022. Han har till september 2022 sprungit in 4 315 000 kronor på 7 starter varav 4 segrar och 3 andraplatser. Han har tagit karriärens hittills största seger i Svenskt Trav-Kriterium (2022).